# Unión Deportiva Somozas
Maillots
L'Unión Deportiva Somozas, plus couramment abrégé en UD Somozas, est un club de football espagnol fondé en 1984 et basé dans la ville d'As Somozas, dans la communauté autonome de Galice. 
L'équipe évolue actuellement en Tercera División. Le club joue ses matchs à domicile au Stade Pardiñas, qui a une capacité de 1 500 spectateurs.

## Histoire
À la fin des années 90, elle est pendant plusieurs saisons une équipe filiale du Racing de Ferrol. 
Le 19 janvier 2014, le président Manuel Candocia Ramos décède d'une crise cardiaque alors qu'il regardait un match.

## Bilan sportif

### Palmarès
| Compétitions nationales                        |
| ---------------------------------------------- |
| - Tercera División (1) : - Champion : 2013-14. |

### Saison par saison
| Saison    | Niveau | Division            | Place | Copa del Rey |
| --------- | ------ | ------------------- | ----- | ------------ |
| 1985-1986 | 7      | Segunda Regional    | 4e    |              |
| 1986-1987 | 6      | Primera Regional    | 4e    |              |
| 1987-1988 | 6      | Primera Regional    | 10e   |              |
| 1988-1989 | 6      | Primera Regional    | 6e    |              |
| 1989-1990 | 6      | Primera Regional    | 1er   |              |
| 1990-1991 | 6      | Primera Regional    | 1er   |              |
| 1991-1992 | 5      | Regional Preferente | 9e    |              |
| 1992-1993 | 5      | Regional Preferente | 2e    |              |
| 1993-1994 | 4      | Tercera División    | 13e   |              |
| 1994-1995 | 4      | Tercera División    | 17e   |              |
| 1995-1996 | 4      | Tercera División    | 15e   |              |
| 1996-1997 | 4      | Tercera División    | 12e   |              |
| 1997-1998 | 4      | Tercera División    | 17e   |              |
| 1998-1999 | 4      | Tercera División    | 20e   |              |
| 1999-2000 | 7      | Segunda Regional    | 2e    |              |
| 2000-2001 | 7      | Segunda Regional    | 1er   |              |
| 2001-2002 | 7      | Segunda Regional    | 1er   |              |
| 2002-2003 | 7      | Segunda Regional    | 1er   |              |
| 2003-2004 | 7      | Segunda Regional    | 3e    |              |
| 2004-2005 | 7      | Segunda Regional    | 1er   |              |

| Saison    | Niveau | Division              | Place | Copa del Rey |
| --------- | ------ | --------------------- | ----- | ------------ |
| 2005-2006 | 7      | Segunda Regional      | 1er   |              |
| 2006-2007 | 6      | Primera Autonómica    | 2e    |              |
| 2007-2008 | 5      | Preferente Autonómica | 2e    |              |
| 2008-2009 | 4      | Tercera División      | 11e   |              |
| 2009-2010 | 4      | Tercera División      | 16e   |              |
| 2010-2011 | 4      | Tercera División      | 5e    |              |
| 2011-2012 | 4      | Tercera División      | 11e   |              |
| 2012-2013 | 4      | Tercera División      | 12e   |              |
| 2013-2014 | 4      | Tercera División      | 1er   |              |
| 2014-2015 | 3      | Segunda División B    | 10e   | 2e tour      |
| 2015-2016 | 3      | Segunda División B    | 8e    |              |
| 2016-2017 | 3      | Segunda División B    | 20e   |              |
| 2017-2018 | 4      | Tercera División      | 6e    |              |
| 2018-2019 | 4      | Tercera División      | 14e   |              |
| 2019-2020 | 4      | Tercera División      | 15e   |              |
| 2020-2021 | 4      | Tercera División      | 5e    |              |
| 2021-2022 | 5      | Tercera División RFEF | 3e    |              |
| 2022-2023 | 5      | Tercera Federación    | 8e    |              |
| 2023-2024 | 5      | Tercera Federación    | 7e    |              |
| 2024-2025 | 5      | Tercera Federación    |       |              |

- 3 saisons en Segunda División B (D3)
- 16 saisons en Tercera División (D4)
- 4 saisons en Tercera Federación (D5)

## Personnalités du club

### Présidents du club
- Juan Alonso Tembrás

### Entraîneurs du club
- Stili